# Mettius Fufetius
Mettius Fufetius – według rzymskiej tradycji dyktator Alby Longi, ostatni władca tego miasta. Objął władzę po śmierci króla Gajusa Cluiliusa. Według tradycyjnej chronologii panował w latach 672-640 p.n.e.
Za jego rządów doszło do wojny z Rzymem, spowodowanej obustronną kradzieżą bydła. W wyniku przegranej wojny (z którą wiąże się legenda o Horacjuszach i Kuriacjuszach) został lennikiem Rzymu.
Gdy wybuchła wojna Rzymu z Fidenatami i Wejentami, Mettius dopuścił się zdrady wobec swoich zwierzchników i przeszedł na stronę wroga. Po wygranej Rzymian został skazany na śmierć przez rozerwanie dwoma czterokonnymi zaprzęgami, a król rzymski Tullus Hostiliusz nakazał zburzyć Albę Longę i przesiedlić jej mieszkańców od Rzymu.